# Dialeurodicus cockerellii
Dialeurodicus cockerellii là một loài côn trùng cánh nửa trong họ Aleyrodidae, phân họ Aleurodicinae.
Dialeurodicus cockerellii được Quaintance miêu tả khoa học đầu tiên năm 1900.